# Copestylum caesariatum
Copestylum caesariatum är en tvåvingeart som först beskrevs av Samuel Wendell Williston  1891.  Copestylum caesariatum ingår i släktet Copestylum och familjen blomflugor. Inga underarter finns listade i Catalogue of Life.